# Auxy (Saône-et-Loire)
Auxy ist eine französische Gemeinde mit 910 Einwohnern (Stand: 1. Januar 2022) im Département Saône-et-Loire in der Region Bourgogne-Franche-Comté. Die Gemeinde gehört zum Arrondissement Autun und zum Kanton Autun-2 (bis 2015: Kanton Autun-Sud). Die Einwohner werden Alciens genannt.

## Geographie
Auxy liegt etwa sieben Kilometer östlich von Autun. Umgeben wird Auxy von den Nachbargemeinden Curgy im Norden, Sully im Norden und Nordosten, Morlet im Osten und Nordosten, Tintry im Osten und Südosten, Saint-Émiland im Südosten, Antully im Süden sowie Autun im Westen.

## Bevölkerungsentwicklung
| 1962                       | 1968 | 1975 | 1982 | 1990 | 1999 | 2006 | 2013 | 2019 |
| -------------------------- | ---- | ---- | ---- | ---- | ---- | ---- | ---- | ---- |
| 601                        | 557  | 536  | 763  | 1037 | 1048 | 999  | 981  | 914  |
| Quellen: Cassini und INSEE |      |      |      |      |      |      |      |      |

## Sehenswürdigkeiten

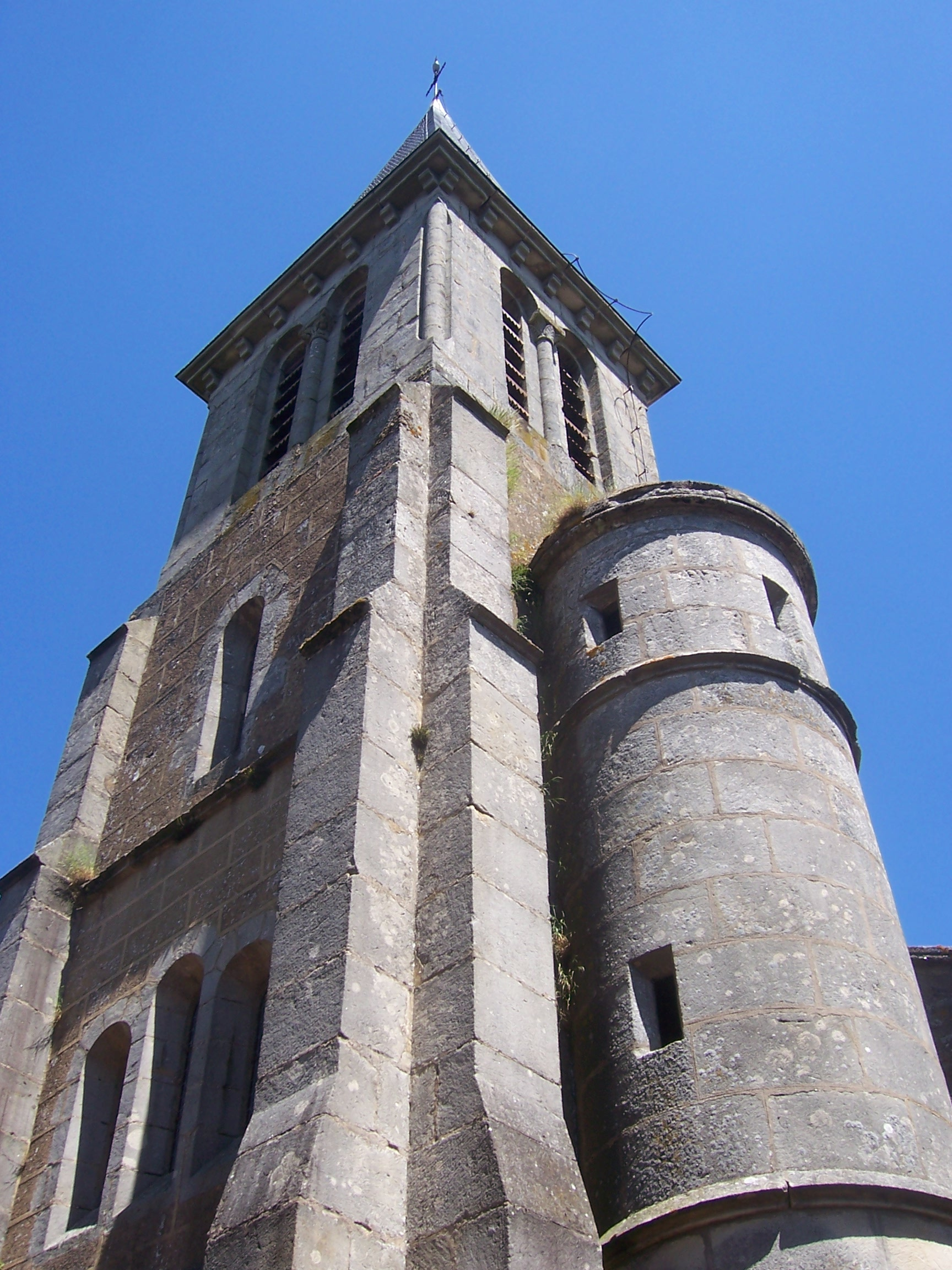
Kirche Saint-Pierre

- Kirche Saint-Pierre

## Persönlichkeiten
- Ernest Terreau (1908–1983), Radrennfahrer